# Unione montana Alpago
L'Unione montana Alpago è un'unione montana veneta della provincia di Belluno. Comprende i tre comuni che formano la regione storico-geografica dell'Alpago:
- Alpago;
- Chies d'Alpago;
- Tambre.